# Dorcadion haemorrhoidale
Dorcadion haemorrhoidale là một loài bọ cánh cứng trong họ Cerambycidae.